# Nigger
Nigger також Nigga — другий сингл гурту «Clawfinger», що був записаний 1991 року та виданий офіційно у 1993. Пісня має анти-расистську тематику. Сингл також має дві версії обкладинок і два відео.

## Відеокліп
Перше музичне відео було знято 1992 року.. Це було чорно-біле відео, яке показує гру Clawfinger з паралельно випливаючими словами: «Understand», «knowledge», «racism», «power» («Розуміння», «знання», «расизм», «влада») і різні помітні фрази з використанням великої кількості знаків питання.
Інша шведська версія була відзнята у 1993 році Це був більш барвистий кліп, який використовував також живий виступ гурту, в більшості версія є схожою на попередній варіант, але гру колективу змішано з відео військових заворушень і пожеж у житлових будинках.

## Треклист

Друга версія обкладинки (1993)

Перша версія
1. Nigger 3:48
2. Get It 4:43
3. Love 3:01

Друга версія
1. Me And The Reality Mix
2. Nigger
3. D-Generator I Mix
4. Profit Preacher